# Анозогнозия
Анозогнози́я (новолат. anosognosia; греч. ἀ- — не- + νόσος — болезнь + γνῶσις — знание, познание) — отсутствие критической оценки больным своего дефекта либо заболевания (паралича, миопатии, амавроза, снижения зрения, слуха, психического расстройства и т. д.). К примеру, больной параличом при анозогнозии может рассказывать, как двигает парализованными конечностями, описывать, как он их согнул, поднял и так далее или больной шизофренией говорить, что вовсе не болен.

## История
Впервые это явление было описано в 1914 году Жозефом Бабинским, французским врачом-неврологом польского происхождения.

## Анозогнозия при органических поражениях мозга
Анозогнозия наблюдается преимущественно при поражении правой теменной доли головного мозга, либо при двустороннем поражении.

## Анозогнозия при психических расстройствах
Под анозогнозией в психиатрии понимается такое состояние больного, когда тот не осознает наличия у него психического расстройства (либо дефекта), при этом он может выступать против проведения соответствующего лечения. Анозогнозия может указывать на тяжёлое психическое расстройство с нарушением критики (например, на некоторые психозы, особенно шизофрению), слабоумие (например, при прогрессивном параличе — поздней форме нейросифилиса), маниакальный синдром, бредовый или корсаковский психоз.
Анозогнозия встречается и у близких родственников больного, которые не замечают проявления болезни, и считают, например, негативную симптоматику при простой форме шизофрении плохим характером или ленью:18. Анозогнозия у близких родственников встречается часто при таких заболеваниях, как эпилепсия, олигофрения, шизофрения, даже если родственники являются достаточно образованными людьми и даже врачами.

## Анозогнозия при токсикоманиях и наркоманиях
При алкоголизме анозогнозия может указывать на склад личности больного или на то, что больной алкоголизмом применяет механизмы психологической защиты, например, под влиянием чувства вины.
Отрицание (или недооценка) своей болезни больными алкоголизмом была отмечена многими авторами. Указывалось, что это может быть связано с нарастающими органическими изменениями мозга. Данное явление называлось «некритическим отношением к заболеванию», «механизмом психологической защиты», изменением «иерархии потребностей и мотивов личности», «системы ценностной ориентации», «нарушением личностного компонента мышления», «недостаточной осведомлённостью больных об алкоголизме как о болезни», однако широкое распространение получил термин «алкогольная анозогнозия», введённый И. И. Лукомским. У пациентов, злоупотребляющих наркотиками, сознание болезни также искажено или полностью отсутствует. Анозогнозии у больных алкоголизмом и наркоманией сходны.